# Società Sportiva Fidelis Andria 1928 2017-2018
Questa voce raccoglie le informazioni riguardanti la Società Sportiva Fidelis Andria nelle competizioni ufficiali della stagione 2017-2018.

## Stagione
Il 12 giugno viene ufficializzato l'ingaggio biennale di Valeriano Loseto alla guida della prima squadra, nella stagione precedente già allenatore della Berretti. 

Dopo un avvio complicato, in cui la squadra ha raccolto 9 punti frutto di 9 pareggi e 3 sconfitte con nessuna vittoria, il 12 novembre vengono esonerati il mister Valeriano Loseto e il suo vice e al suo posto viene chiamato Aldo Papagni. 

Alla sua prima panchina il nuovo allenatore coglie subito la prima vittoria in campionato della squadra, nella partita del 18 novembre Akragas-Fidelis Andria (1-5). Al termine del campionato la Fidelis Andria si piazza con 41 punti in sedicesima posizione, subisce anche una penalizzazione di 3 punti, che non modificano l'esito del campo. Ma la difficile situazione finanziaria della società non può permettersi l'iscrizione al prossimo campionato. il 24 luglio 2018 fallisce, poi il 31 luglio nasce la nuova società S.S.D. Fidelis Andria 2018, che viene ammessa al campionato di Serie D. Dopo tre stagioni in quarta serie il 7 agosto 1921 sarà ripescata in Serie C.

## Divise e sponsor
Lo sponsor tecnico per la stagione 2017-2018 è Givova.
| Casa | Trasferta | Terza divisa |

## Organigramma societario
Area direttiva
- Presidente: Paolo Montemurro

Area tecnica
- Allenatore: Valeriano Loseto, poi Aldo Papagni
- Allenatore in seconda: Luigi Di Simone
- Collaboratore tecnico: Pino Montanaro
- Preparatore atletico: Claudio Capacchione
- Preparatore dei portieri: Fabrizio Martellotta

Area sanitaria
- Responsabile:Antonio Porro
- Medici sociali:Ciro De Matteo, Francesco Bruno
- Massaggiatori:Vincenzo Musci
- Recupero infortuni: Giuseppe Ciciriello
- Biologo Nutrizionista: Luigi Valerio Ciccolella

## Rosa
Di seguito la rosa aggiornata al 31 gennaio 2018.
| N. |                     | Ruolo | Calciatore             |
| -- | ------------------- | ----- | ---------------------- |
| 1  | Italia (bandiera)   | P     | Roberto Maurantonio    |
| 2  | Italia (bandiera)   | D     | Francesco De Giorgi    |
| 2  | Italia (bandiera)   | D     | Angelo Tartaglia       |
| 3  | Italia (bandiera)   | D     | Luca Pipoli            |
| 3  | Italia (bandiera)   | D     | Andrea Lobosco         |
| 4  | Italia (bandiera)   | D     | Giacinto Allegrini     |
| 4  | Italia (bandiera)   | D     | Francesco Colella      |
| 5  | Italia (bandiera)   | D     | Danilo Onofrio Colella |
| 6  | Romania (bandiera)  | D     | Ionuț Rada             |
| 6  | Italia (bandiera)   | C     | Michele Sgaramella     |
| 7  | Slovenia (bandiera) | A     | Maks Barisic           |
| 7  | Italia (bandiera)   | C     | Lorenzo Longo          |
| 8  | Italia (bandiera)   | C     | Marco Piccinni         |
| 9  | Italia (bandiera)   | A     | Antonio Croce          |
| 10 | Italia (bandiera)   | A     | Riccardo Lattanzio     |
| 11 | Italia (bandiera)   | C     | Antonio Matera         |
| 12 | Italia (bandiera)   | P     | Diego Antonacci        |
| 12 | Italia (bandiera)   | P     | Pierluigi Borraccino   |
| 13 | Italia (bandiera)   | A     | Michele Scaringella    |
| 14 | Italia (bandiera)   | D     | Andrea Tiritiello      |
| 15 | Albania (bandiera)  | C     | Kevin Cfarku           |
| 16 | Italia (bandiera)   | C     | Manél Minicucci        |
| 16 | Italia (bandiera)   | A     | Giovanni Cappiello     |
| 17 | Italia (bandiera)   | C     | Alessio Esposito       |

| N. |                                 | Ruolo | Calciatore            |
| -- | ------------------------------- | ----- | --------------------- |
| 18 | Italia (bandiera)               | A     | Giuseppe Ippedico     |
| 19 | Italia (bandiera)               | D     | Alessandro Celli      |
| 20 | Italia (bandiera)               | C     | Leonardo Di Cosmo     |
| 21 | Brasile (bandiera)              | D     | Felipe Curcio         |
| 21 | Italia (bandiera)               | D     | Giuseppe Abruzzese    |
| 22 | Italia (bandiera)               | P     | Marco Cilli           |
| 23 | Italia (bandiera)               | C     | Andrea Bottalico      |
| 23 | Italia (bandiera)               | C     | Carlo Sisto           |
| 24 | Italia (bandiera)               | C     | Ruggiero Paolillo     |
| 24 | Italia (bandiera)               | A     | Luigi Liguori         |
| 25 | Italia (bandiera)               | C     | Marcello Quinto       |
| 26 | Romania (bandiera)              | C     | Daniel Onescu         |
| 26 | Italia (bandiera)               | D     | Giuseppe Scalera      |
| 27 | Italia (bandiera)               | A     | Emilio Volpicelli     |
| 27 | Italia (bandiera)               | C     | Vincenzo Antonicelli  |
| 28 | Italia (bandiera)               | A     | Leonardo Taurino      |
| 29 | Bosnia ed Erzegovina (bandiera) | A     | Enis Nadarević        |
| 30 | Italia (bandiera)               | C     | Alessandro Camporeale |
| 31 | Italia (bandiera)               | C     | Vincenzo Zingaro      |
| 32 | Italia (bandiera)               | D     | Nicola Lancini        |
| 33 | Italia (bandiera)               | C     | Gianluca Stasi        |
| 34 | Italia (bandiera)               | D     | Pasquale Turi         |
|    | Italia (bandiera)               | C     | Vincenzo Piarulli     |

## Calciomercato

### Sessione estiva(dal 01/07 al 31/08)
| Acquisti | Acquisti            | Acquisti     | Acquisti      |
| R.       | Nome                | da           | Modalità      |
| -------- | ------------------- | ------------ | ------------- |
| P        | Roberto Maurantonio | Taranto      | svincolato    |
| D        | Alessandro Celli    | Latina       | svincolato    |
| D        | Francesco De Giorgi | Taranto      | definitivo    |
| D        | Luca Pipoli         | Levico       | definitivo    |
| D        | Andrea Tiritiello   | Tuttocuoio   | svincolato    |
| C        | Andrea Bottalico    | Padova       | definitivo    |
| C        | Alessio Esposito    | Pro Vercelli | definitivo    |
| C        | Marcello Quinto     | Foggia       | definitivo    |
| C        | Antonio Matera      | Benevento    | fine prestito |
| A        | Maks Barišič        | Catania      | prestito      |
| A        | Giuseppe Ippedico   | Bari         | definitivo    |
| A        | Riccardo Lattanzio  | Bisceglie    | definitivo    |
| A        | Enis Nadarević      | Monopoli     | definitivo    |
| A        | Michele Scaringella | Corato       | definitivo    |

| Cessioni | Cessioni           | Cessioni       | Cessioni      |
| R.       | Nome               | a              | Modalità      |
| -------- | ------------------ | -------------- | ------------- |
| P        | Giovanni Lullo     | Molfetta       | definitivo    |
| P        | Ionuț Pop          | Roma           | fine prestito |
| D        | Federico Annoni    |                | svincolato    |
| D        | Ramzi Aya          | Catania        | definitivo    |
| D        | Antonio Caponero   | AZ Picerno     | prestito      |
| D        | Vincenzo Imbriola  | AZ Picerno     | definitivo    |
| D        | Michele Spinelli   | San Severo     | definitivo    |
| D        | Mariano Stendardo  |                | rescissione   |
| D        | Angelo Tartaglia   | Novara         | fine prestito |
| D        | Fabio Tito         | Foggia         | fine prestito |
| C        | Riccardo Berardino | Potenza        | svincolato    |
| C        | Dimitri Bisoli     | Brescia        | definitivo    |
| C        | Kevin Cfarku       | Gravina        | prestito      |
| C        | Nicola Mancino     | Siracusa       | definitivo    |
| C        | Daniel Onescu      | Catanzaro      | definitivo    |
| C        | Vincenzo Piarulli  | Corato         | definitivo    |
| C        | Lorenzo Vasco      | Roma           | fine prestito |
| A        | Pietro Cianci      | Sassuolo       | fine prestito |
| A        | Sérgio Cruz        | Chievo         | fine prestito |
| A        | Ameth Fall         |                | svincolato    |
| A        | Emilio Volpicelli  | FC Francavilla | svincolato    |

### Sessione invernale(dal 03/01 al 31/01)
| Acquisti | Acquisti           | Acquisti    | Acquisti      |
| R.       | Nome               | da          | Modalità      |
| -------- | ------------------ | ----------- | ------------- |
| D        | Nicola Lancini     | Brescia     | prestito      |
| D        | Andrea Lobosco     | Monopoli    | definitivo    |
| D        | Giuseppe Scalera   | Bari        | prestito      |
| D        | Angelo Tartaglia   | Novara      | prestito      |
| C        | Kevin Cfarku       | Gravina     | fine prestito |
| C        | Lorenzo Longo      | Akragas     | definitivo    |
| A        | Giovanni Cappiello | Salernitana | prestito      |
| A        | Luigi Liguori      | Napoli      | prestito      |
| A        | Leonardo Taurino   | Ternana     | prestito      |

| Cessioni | Cessioni            | Cessioni        | Cessioni      |
| R.       | Nome                | a               | Modalità      |
| -------- | ------------------- | --------------- | ------------- |
| D        | Felipe Curcio       | Brescia         | definitivo    |
| D        | Francesco De Giorgi | Catanzaro       | definitivo    |
| D        | Luca Pipoli         |                 | rescissione   |
| D        | Ionuț Rada          |                 | rescissione   |
| C        | Andrea Bottalico    | Ħamrun Spartans | definitivo    |
| C        | Manél Minicucci     | Monopoli        | definitivo    |
| C        | Ruggiero Paolillo   |                 | rescissione   |
| A        | Maks Barišič        | Catania         | fine prestito |

### Operazioni esterne alle sessioni
| Acquisti | Acquisti           | Acquisti | Acquisti   |
| R.       | Nome               | da       | Modalità   |
| -------- | ------------------ | -------- | ---------- |
| D        | Giuseppe Abruzzese |          | svincolato |
| D        | Pasquale Turi      |          | svincolato |

| Cessioni | Cessioni           | Cessioni | Cessioni    |
| R.       | Nome               | a        | Modalità    |
| -------- | ------------------ | -------- | ----------- |
| D        | Giacinto Allegrini | -        | rescissione |

## Risultati

### Serie C

#### Girone di andata
| Arbitro: | Viotti (Tivoli) |

|                                           |           |                                     |
| Scaringella 10’ Barišić 53’ Minicucci 87’ | Marcatori | 33’ (rig.), 40’ Paponi 67’ Mastalli |

| Siracusa 26 settembre 2017, ore 16:00 CEST 2ª giornata | Siracusa        | 0 – 0 referto | Fidelis Andria | Stadio Nicola De Simone (2.059 spett.)\| Arbitro: \| G. Miele (Nola) \| |
| Arbitro:                                               | G. Miele (Nola) |               |                |                                                                         |

| Arbitro: | Cipriani (Empoli) |

|             |           |              |
| Barišić 10’ | Marcatori | 85’ Alfageme |

| Arbitro: | Curti (Milano) |

|               |           |               |
| Pascali 90+3’ | Marcatori | 72’ F. Curcio |

| Arbitro: | Schirru (Nichelino) |

|                 |           |  |
| Lodi 89’ (rig.) | Marcatori |  |

| Arbitro: | Perotti (Legnano) |

|                 |           |            |
| Scaringella 81’ | Marcatori | 75’ Genchi |

| 3 ottobre 2017 7ª giornata |  | – Turno di riposo Fidelis Andria |  |  |

| Andria 7 ottobre 2017, ore 18:30 CEST 8ª giornata | Fidelis Andria   | 0 – 0 referto | Paganese | Stadio degli Ulivi (1.475 spett.)\| Arbitro: \| Andreini (Forlì) \| |
| Arbitro:                                          | Andreini (Forlì) |               |          |                                                                     |

| Arbitro: | Tursi (Valdarno) |

|                                |           |  |
| Bianchimano 42’ Di Filippo 84’ | Marcatori |  |

| Arbitro: | Provesi (Treviglio) |

|               |           |                              |
| F. Curcio 59’ | Marcatori | 49’, 56’ F. Lazzari 70’ Nolè |

| Catanzaro 28 ottobre 2017, ore 18:30 CEST 11ª giornata | Catanzaro                  | 0 – 0 referto | Fidelis Andria | Stadio Nicola Ceravolo (3.672 spett.)\| Arbitro: \| Garofalo (Torre del Greco) \| |
| Arbitro:                                               | Garofalo (Torre del Greco) |               |                |                                                                                   |

| Arbitro: | Camplone (Pescara) |

|               |           |                |
| Lattanzio 51’ | Marcatori | 90+3’ Riccardi |

| Arbitro: | Di Cairano (Ariano Irpino) |

|                        |           |               |
| Arcidiacono 82’ (rig.) | Marcatori | 41’ Lattanzio |

| Andria 11 novembre 2017, ore 20:30 CET 14ª giornata | Fidelis Andria            | 0 – 0 referto | Bisceglie | Stadio degli Ulivi (2.291 spett.)\| Arbitro: \| De Angeli (Abbiategrasso) \| |
| Arbitro:                                            | De Angeli (Abbiategrasso) |               |           |                                                                              |

| Arbitro: | Fontani (Siena) |

|                 |           |                                                         |
| Salvemini 90+3’ | Marcatori | 34’ F. Curcio 73’, 75’, 78’ Scaringella 90+5’ Minicucci |

| Arbitro: | Meraviglia (Pistoia) |

|  |           |              |
|  | Marcatori | 85’ A. Rizzo |

| Arbitro: | Pasciuta (Agrigento) |

|                        |           |                 |
| Casoli 50’ Maimone 61’ | Marcatori | 85’ Scaringella |

| Arbitro: | Guida (Salerno) |

|                                                |           |               |
| Scaringella 45’ Tiritiello 65’ A. Esposito 73’ | Marcatori | 20’ Ricciardo |

| Arbitro: | D. Miele (Torino) |

|                   |           |               |
| Saraniti 55’, 79’ | Marcatori | 22’ Lattanzio |

#### Girone di ritorno
| Arbitro: | Mantelli (Brescia) |

|                                          |           |  |
| Canotto 18’ Paponi 61’ (rig.) Simeri 77’ | Marcatori |  |

| Arbitro: | Nicoletti (Catanzaro) |

|                      |           |  |
| Quinto 82’ Croce 90’ | Marcatori |  |

| Arbitro: | Prontera (Bologna) |

|             |           |                    |
| Padovan 39’ | Marcatori | 41’, 47’ Lattanzio |

| Arbitro: | D’Apice (Arezzo) |

|          |           |                   |
| Rada 40’ | Marcatori | 52’ (rig.) Loviso |

| Arbitro: | Fiorini (Frosinone) |

|  |           |                        |
|  | Marcatori | 54’ Ripa 78’ Mazzarani |

| Arbitro: | Massimi (Termoli) |

|                |           |  |
| Sarao 54’, 83’ | Marcatori |  |

| 18 febbraio 2018 26ª giornata |  | – Turno di riposo Fidelis Andria |  |  |

| Arbitro: | Gariglio (Pinerolo) |

|  |           |              |
|  | Marcatori | 85’ L. Longo |

| Andria 3 marzo 2018, ore 16:30 CET 28ª giornata | Fidelis Andria     | 0 – 0 referto | Reggina | Stadio degli Ulivi (1.283 spett.)\| Arbitro: \| Zanonato (Vicenza) \| |
| Arbitro:                                        | Zanonato (Vicenza) |               |         |                                                                       |

| Arbitro: | Annaloro (Collegno) |

|                  |           |  |
| Mastropietro 25’ | Marcatori |  |

| Arbitro: | Robilotta (Sala Consilina) |

|                          |           |                |
| Lattanzio 25’ Quinto 56’ | Marcatori | 28’ Gambaretti |

| Arbitro: | Sozza (Seregno) |

|                           |           |                            |
| Di Piazza 21’ Mancosu 29’ | Marcatori | 32’ Tiritiello 52’ Taurino |

| Arbitro: | Prontera (Bologna) |

|                              |           |             |
| Lattanzio 44’ Tiritiello 55’ | Marcatori | 25’ Lescano |

| Arbitro: | Maggioni (Lecco) |

|                   |           |                    |
| D'Ursi 69’ (rig.) | Marcatori | 74’ (rig.) Taurino |

| Arbitro: | Gualtieri (Asti) |

|             |           |  |
| Colella 27’ | Marcatori |  |

| Arbitro: | Dionisi (L'Aquila) |

|                    |           |           |
| Colella 22’ (aut.) | Marcatori | 4’ Quinto |

| Arbitro: | Garofalo (Torre del Greco) |

|  |           |            |
|  | Marcatori | 40’ Casoli |

| Arbitro: | Santoro (Messina) |

|               |           |               |
| D. Franco 75’ | Marcatori | 57’ Lattanzio |

| Arbitro: | Longo (Paola) |

|                |           |                   |
| Scaringella 8’ | Marcatori | 43’ Lugo Martinez |

### Coppa Italia Serie C

#### Fase a gironi
| Arbitro: | Cascone (Nocera Inferiore) |

|               |           |  |
| Barišić 90+1’ | Marcatori |  |

| Arbitro: | Longo (Paola) |

|            |           |  |
| Genchi 36’ | Marcatori |  |